# Új-kaledóniai füleslappantyú
Az új-kaledóniai füleslappantyú (Eurostopodus exul) a madarak (Aves) osztályának lappantyúalakúak (Caprimulgiformes) rendjéhez, ezen belül a lappantyúfélék (Caprimulgidae) családjához tartozó faj.

## Rendszerezése
A fajt Ernst Mayr német ornitológus írta le 1941-ben, a bajszos lappantyú (Eurostopodus mystacalis) alfajaként  	Eurostopodus mystacalis exul néven. Egyetlen, 1939-ben vett példányból ismert.

## Előfordulása
Új-Kaledónia területén honos. Természetes élőhelyei a szubtrópusi vagy trópusi füves puszták. Vonuló faj.

## Megjelenése
Testhossza 26 centiméter, testtömege 77 gramm.

## Természetvédelmi helyzete
Az elterjedési területe kicsi, egyedszáma 50 példány alatti és lehetséges, hogy már ki is halt. A Természetvédelmi Világszövetség Vörös listáján súlyosan veszélyeztetett fajként szerepel.